# دهستان اوراوا
دهستان اوراوا (به لاتین: Orava Parish) یک دهستان در استونی است که در شهرستان پولوا واقع شده‌است.

## خصوصیات
دهستان اوراوا ۱۷۵٫۶ کیلومترمربع مساحت و ۸۵۴ نفر جمعیت دارد.